# Manampatrana
Manampatrana – miasto położone na Madagaskarze w prowincji Fianarantsoa. Miasto zamieszkuje około 18 tys. mieszkańców. Około 85% ludności trudni się rolnictwem, a około 15% ludności stanowią bezrobotni. Gospodarka opiera się na uprawie ryżu i kawy.